# Галузійська сільська рада
| Галузійська сільська рада — колишня адміністративно-територіальна одиниця та орган місцевого самоврядування у Маневицькому районі Волинської області з адміністративним центром у с. Галузія. Історична дата утворення: в 1946 році. 05.02.1965 Указом Президії Верховної Ради Української РСР передано Галузійську сільраду Володимирецького району Рівненської області до складу Маневицького району Волинської області. Припинила існування 23 грудня 2016 року, об'єднавшись в Прилісненську сільську територіальну громаду Волинської області. Натомість утворено Галузійський старостинський округ при Прилісненській сільській громаді. Сільській раді були підпорядковані населені пункти: - с. Галузія |

## Склад ради
Рада складалась з 14 депутатів та голови.

### Керівний склад ради
| ПІБ                        | Основні відомості                                                             | Дата обрання | Дата звільнення |
| -------------------------- | ----------------------------------------------------------------------------- | ------------ | --------------- |
| Власюк Михайло Олексійович | Сільський голова, 1957 року народження, освіта, безпартійний                  | 26.03.2006   | 31.10.2010      |
| Шпак Іван Іванович         | Сільський голова, 1958 року народження, освіта середня загальна, безпартійний | 31.10.2010   |                 |

Примітка: таблиця складена за даними джерела

## Населення
Згідно з переписом УРСР 1989 року чисельність наявного населення сільської ради становила 812 осіб, з яких 387 чоловіків та 425 жінок.
За переписом населення України 2001 року в сільській раді мешкало 746 осіб. 100 % населення вказало своєю рідною мовою українську мову.